# 嵐ツボ
『嵐ツボ』（あらツボ）は、フジテレビ系列にて2016年から2020年まで不定期放送されていたバラエティ番組である。嵐の冠番組。

## 概要
開始当初は“ツボっている”（＝こだわり抜いている＝のめり込んでいる＝ハマっている＝楽しんでいる）人達で形成されるコミュニティーに、嵐5人それぞれが体当たりで“ツボり”にロケに行き、今までの人生で決して交わることがなかったマニアックなコミュニティーと出会い、嵐の5人が学んでいく番組だった。正月番組に進出以降は、嵐が世の中の決まっていないランキングを発表したり、知らぜざる裏話や名場面を紹介する番組へリニューアルされた。
2017年は『アラおめ!2017』と題し、当番組の後に放送される『VS嵐』新春3時間SPと、櫻井翔主演のドラマ『君に捧げるエンブレム』と合わせて、フジテレビでは夕方から夜まで7時間15分に渡って嵐による番組を編成された。
2018年は『アラおめ!2018』と題し、当番組の後に放送される『VS嵐』新春3時間SPと合わせて、フジテレビでは夕方から夜まで4時間45分に渡って嵐による番組を編成された。尚、2012年から続いてきた嵐の新春ドラマスペシャルは廃止された。
2020年は8月26日～27日にかけて、「夏嵐」と題し、『2020 FNS歌謡祭 夏』、『VS嵐』と共に27日19:57～21:54（一部地域は21:48飛び降り）に放送された。お正月以外のタイミングおよびプライムタイムでの放送は、第1回以来、4年ぶり。
2021年以降の嵐の活動休止に伴い同番組は終了、同年1月3日から内容を引き継ぎ、二宮が司会の新番組「二宮ん家」を放送。

## 放送日時

### 嵐ツボ
| 回数  | 放送日                  | 放送時間（JST） | 放送タイトル        |
| ----- | ----------------------- | --------------- | ------------------- |
| 第1回 | 2016年7月20日（水曜日） | 21:52 - 23:18   | 嵐ツボ              |
| 第2回 | 2017年1月3日（火曜日）  | 16:15 - 18:00   | アラおめ2017 嵐ツボ |
| 第3回 | 2018年1月3日（水曜日）  | 16:15 - 18:00   | アラおめ2018 嵐ツボ |
| 第4回 | 2019年1月3日（木曜日）  | 16:15 - 18:00   | 嵐ツボ              |
| 第5回 | 2020年1月3日（金曜日）  | 16:15 - 18:00   | 嵐ツボ              |
| 第6回 | 2020年8月27日（木曜日） | 19:57 - 21:54   | 嵐ツボ              |

## 出演者

### 司会
- 嵐（大野智、櫻井翔、相葉雅紀、二宮和也、松本潤）